# Daniel Vidart
Daniel Vidart (Paysandú, 7. listopada 1920. — Montevideo, 14. svibnja 2019.) urugvajski je znanstvenik, antropolog, pisac, pravnik, povjesničar i esejist.

## Životopis
Studirao je na Pravnom fakultetu i Fakultetu društvenih znanosti Republičkog sveučilišta u Montevideu između 1940. i 1945.
Od 1952. do 1958. bio je potpredsjednik SODRE-e.
Od 1962. godine bio je direktor Centra za antropološke studije "Dr. Paul Rivet" te UNESCO-ov stručnjak za društveno-kulturno istraživanje i regionalni ravnatelj za obrazovanje i okoliš u Latinskoj Americi i na Karibima.
Tijekom 1972. i 1973. predavao je kulturnu antropologiju na Nacionalnom sveučilištu u Čileu, a od 1978. do 1984. na Nacionalnom sveučilištu Kolumbije.
Od 2009. je redoviti član Urugvajske akademije znanosti i umjetnosti.
2014. darovao je svoju privatnu zbirku knjiga inicijativi za osnivanje knjižnice "Daniel Vidart" u Canelonesu.

## Radovi i djela
- Tomás Berreta. La Industrial, Montevideo, 1946.
- Esquema de una Sociología Rural Uruguaya. Ministerio de Ganadería y Agricultura, Montevideo, 1948.
- Sociología Rural. Salvat, Barcelona, 2 vol. 1960.
- Teoría del tango. Banda Oriental, Montevideo, 1964.
- Los pueblos prehistóricos del territorio uruguayo. Centro Paul Rivet, Montevideo, 1965.
- Caballos y jinetes. Pequeña historia de los pueblos ecuestres. Arca, Montevideo, 1967.
- El paisaje uruguayo. El medio biofísico y la respuesta cultural de su habitante. Alfa, Montevideo, 1967.
- El tango y su mundo. Tauro, Montevideo, 1967.
- Ideología y realidad de América. Universidad de la República, Montevideo, 1968.
- El legado de los inmigrantes  Arhivirana inačica izvorne stranice od 15. svibnja 2013. (Wayback Machine) (suautor: Renzo Pi Hugarte), Nuestra Tierra, Montevideo, 1969. – 1970.
- Los muertos y sus sombras. Cinco siglos de América. Banda Oriental, Montevideo, 1993.
- El juego y la condición humana. Banda Oriental, Montevideo, 1995.
- El mundo de los charrúas. Banda Oriental, Montevideo, 1996.
- Los cerritos de los indios del Este uruguayo. Banda Oriental, Montevideo, 1996.
- La trama de la identidad nacional, Banda Oriental, Montevideo:
  - Tº lº Indios, negros, gauchos, 1997.
  - Tº 2º El diálogo ciudad – campo, 1998.
  - Tº 3º El espíritu criollo, 2000.
- Un vuelo chamánico. Editorial Fin de Siglo, Montevideo, 1999;
- El rico patrimonio de los orientales. Banda Oriental, Montevideo, 2003
- Cuerpo vestido, cuerpo desvestido. Antropología de la ropa interior femenina. (with Anabella Loy). Banda Oriental, Montevideo, 2000.
- Los fugitivos de la historia. Banda Oriental,  Montevideo, 2009
- Tiempo de Navidad. Una antropología de la fiesta. (with Anabella Loy). Banda Oriental, Montevideo, 2009.
- Uruguayos, 2012.
- Tiempo de carnaval, 2013.

## Vanjske poveznice
- Daniel Vidart - curriculum vitae (engl.)